# David Hernández Matilla
David Hernández Matilla (Gijón, 20 de gener de 1978) és un exfutbolista asturià, que jugava com a davanter.

## Trajectòria
Provinent del Veriña, passa a les categories inferiors del Reial Oviedo. Després de militar en el B, debuta amb el primer equip al maig de 1996, davant el CP Mérida, en la màxima categoria. Però, no té continuïtat en el quadre carbayón. Retorna al filial i la temporada 98/99 és cedit al Caudal de Mieres.
Posteriorment, el migcampista ha jugat en equips de Segona B i Tercera, com el Motril CF (99/01), CP Villarrobledo (01/02), Quintanar (02/03), CE L'Hospitalet (2003), Puertollano (2004), Jerez (2004), Villanovense (2005), CD Guadalajara (05/07), UB Conquense (07/08) i Gijón Industrial (08/10).